# Haitian Corner
Pour plus de détails, voir Fiche technique et Distribution.
Haitian Corner est un film franco-haïtien réalisé par Raoul Peck, sorti en 1987.

## Fiche technique
- Titre français : Haitian Corner
- Réalisation et scénario : Raoul Peck
- Photographie : Michael Chin
- Montage : Aïlo Auguste-Judith
- Musique : Mino Cinélu
- Pays de production :  France,  Haïti
- Format : Couleurs - 35 mm
- Genre : drame
- Durée : 98 minutes
- Dates de sortie :
  - France : 1987 (Festival des trois continents), 7 mars 1990 (sortie nationale)

## Distribution
- Patrick Rameau : Joseph
- Aïlo Auguste-Judith : Sarah
- Jean-Claude Eugene : Jean
- Georges Wilson : Hegel
- Emile St. Lot : Theodor
- Homonyme Jean-Claude Michel : Jolicoeur
- Toto Bissainthe : mère
- Hegel Gouthier : Wilson

## Distinctions

### Sélections
- Festival des trois continents 1987 : sélection en compétition
- Berlinale 1988 : sélection en section Forum